# Зимин (фамилия)
Зимин — русская фамилия, ведущая своё происхождение от нецерковного имени или прозвища Зима. Этим именем обычно нарекались дети, родившиеся в русских семьях в зимнее время года, оно часто встречалось в XVII веке. Как следствие, и производная от него фамилия Зимин тоже стала очень распространённой. Помимо фамилии Зимин от имени Зима также ведут своё происхождение следующие русские имена: Зимак, Зимарь, Зимник, Зимнюк, Зимуля, Зимяня. Кроме ассоциаций со временем рождения ребёнка, этимология этих имён может также иметь другие варианты и интерпретации.
В русских говорах и в письменных памятниках имеется ряд других форм с общим корнем Зим-, например — князь Дмитрий Васильевич Зимница Шастунов (конец XV века), крестьянин Богородского погоста Васка Земяница (1539 год), прозвище Зимень, характерное для череповецких говоров и др.